# Rakouští Habsburkové

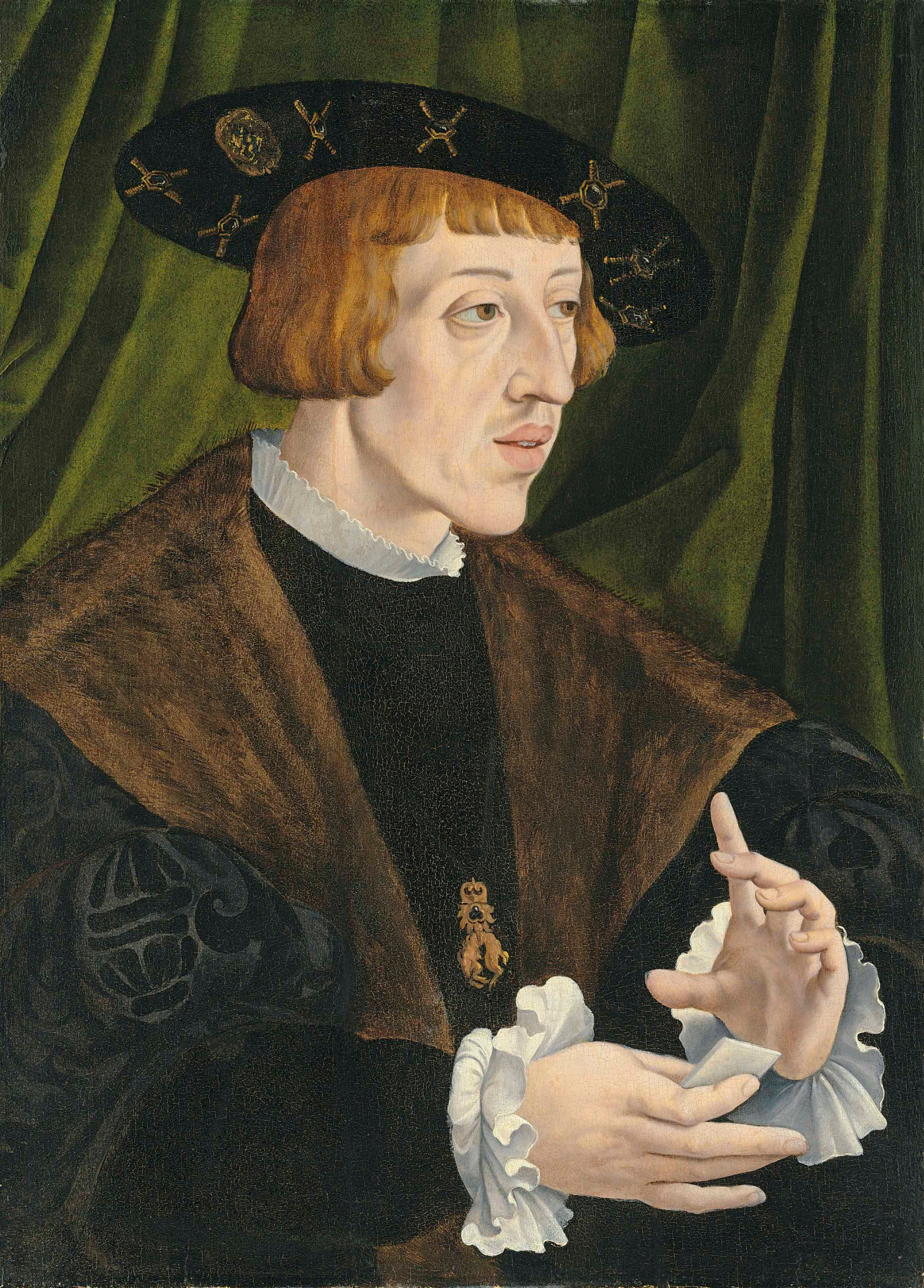
Ferdinand I. Habsburský

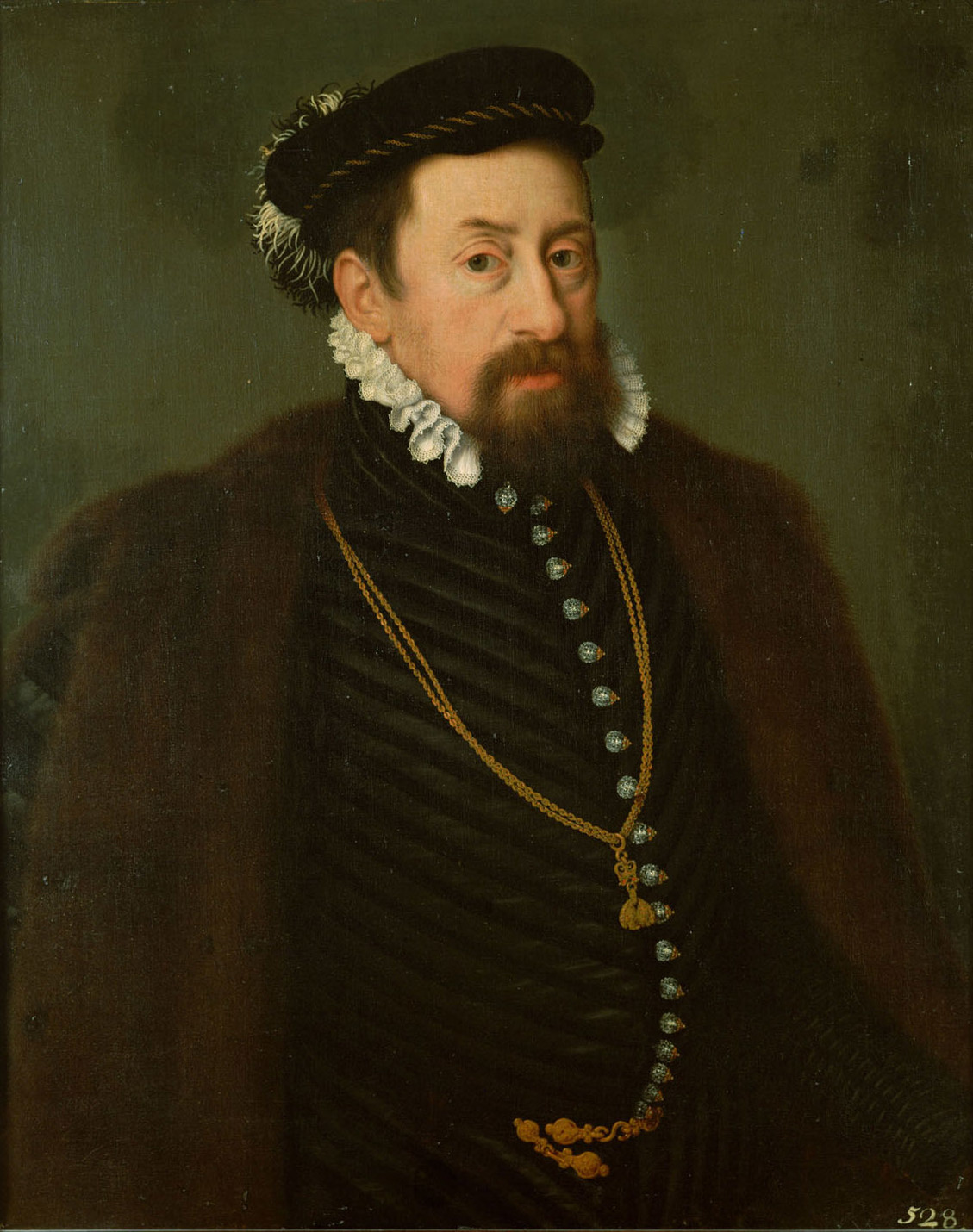
Maxmilián II.

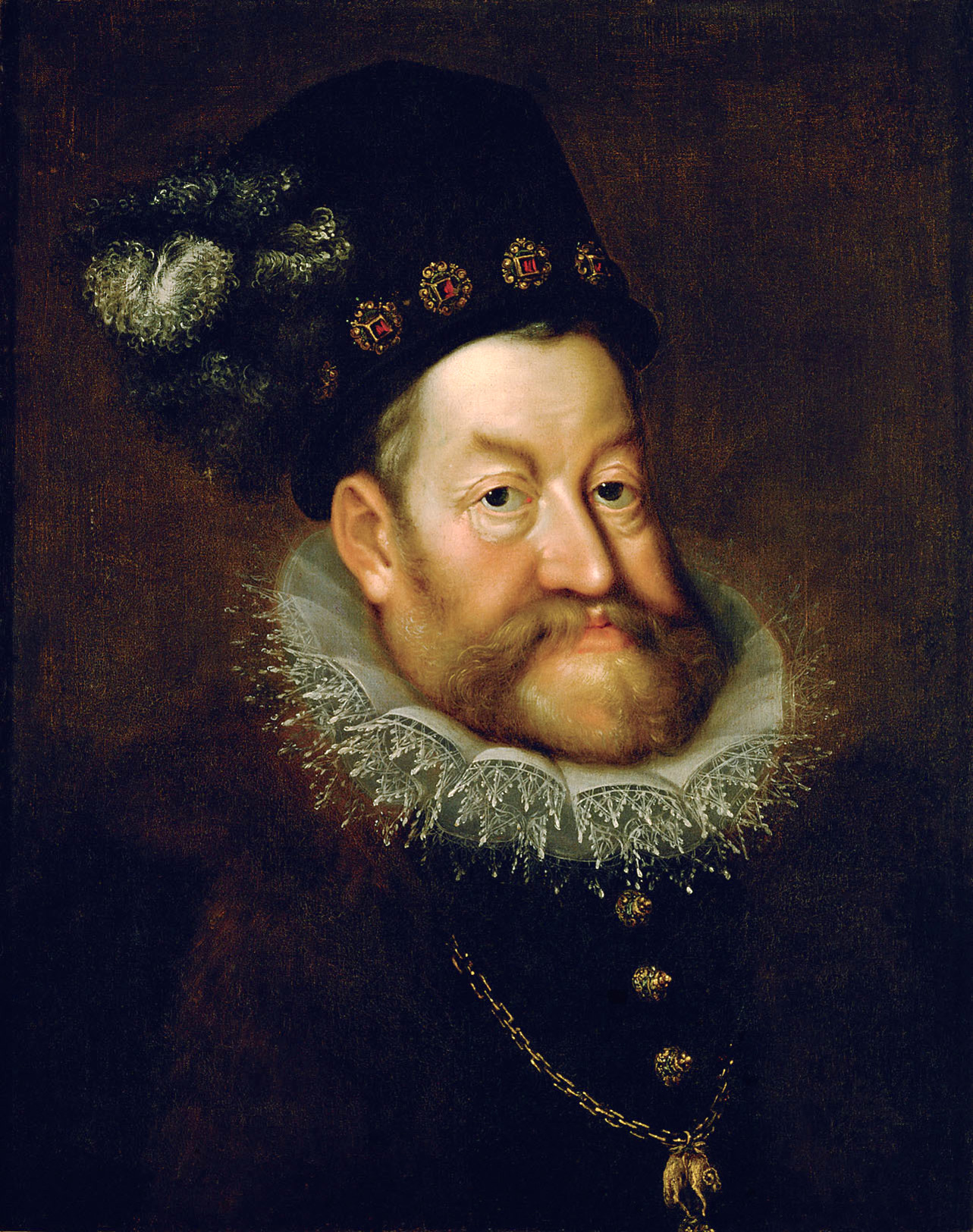
Rudolf II.

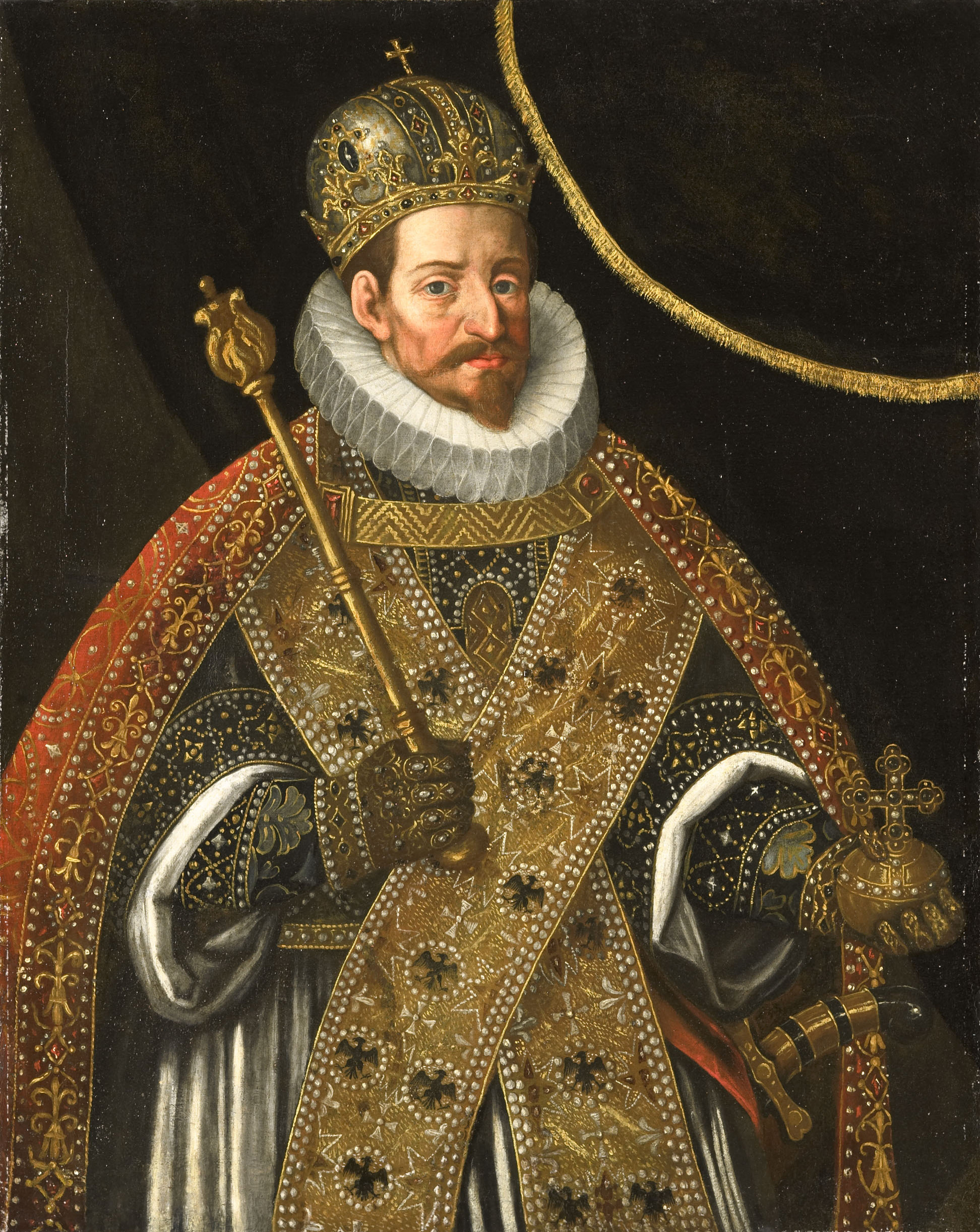
Matyáš Habsburský

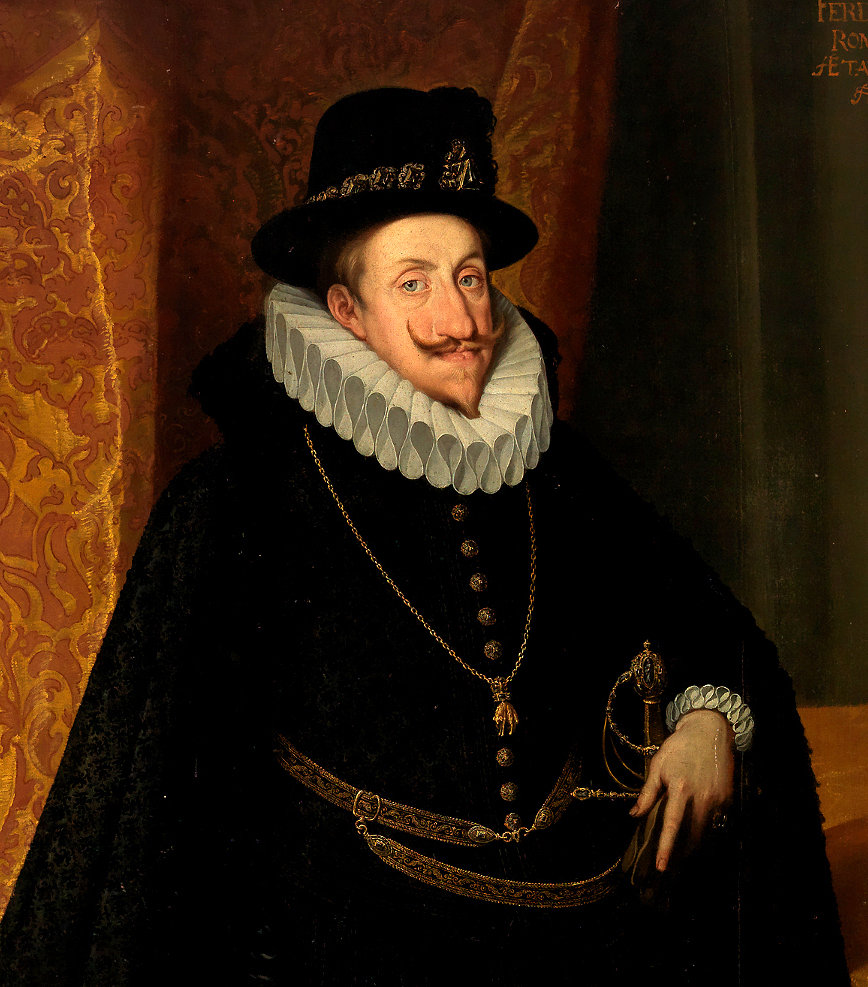
Ferdinand II. Štýrský

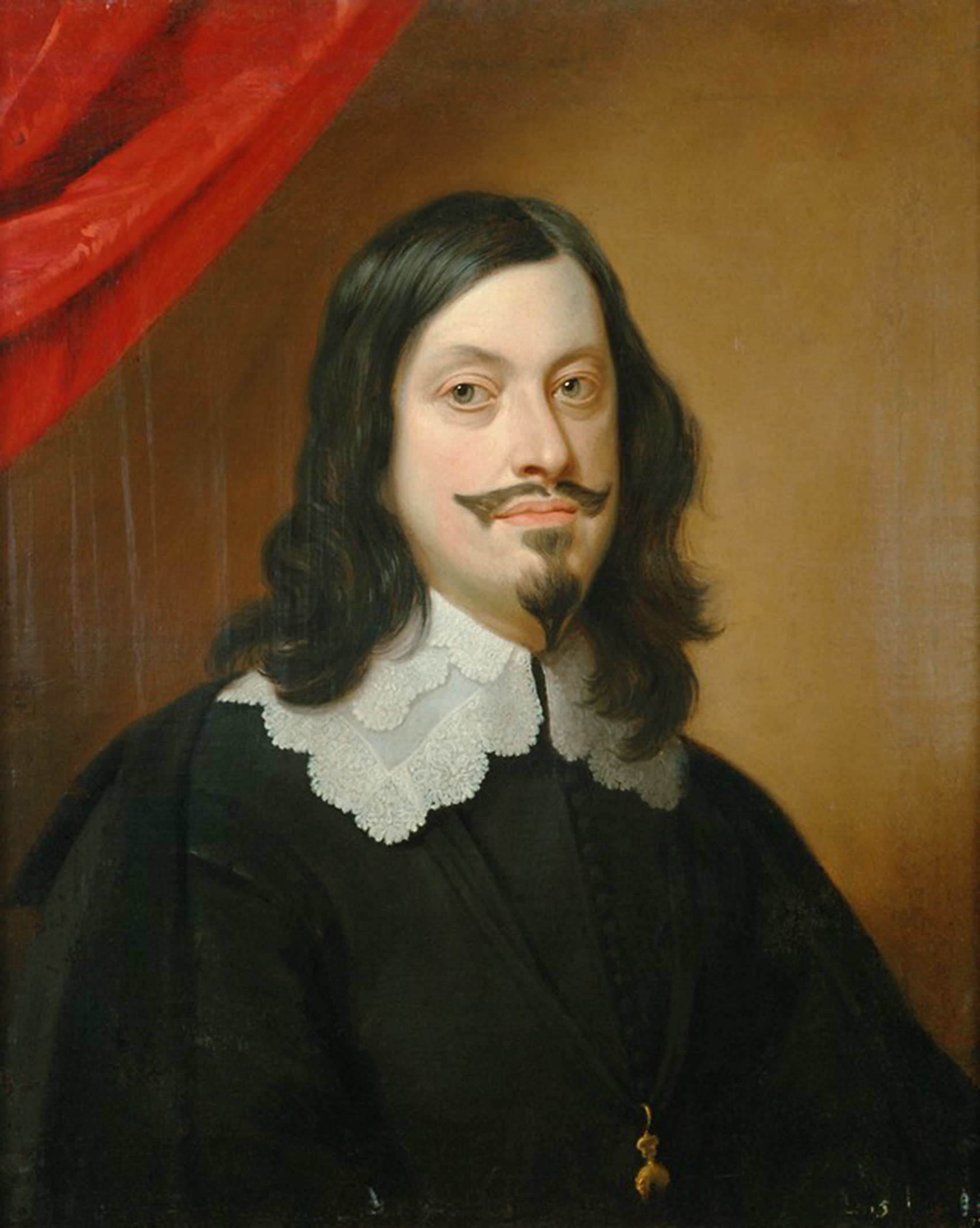
Ferdinand III.

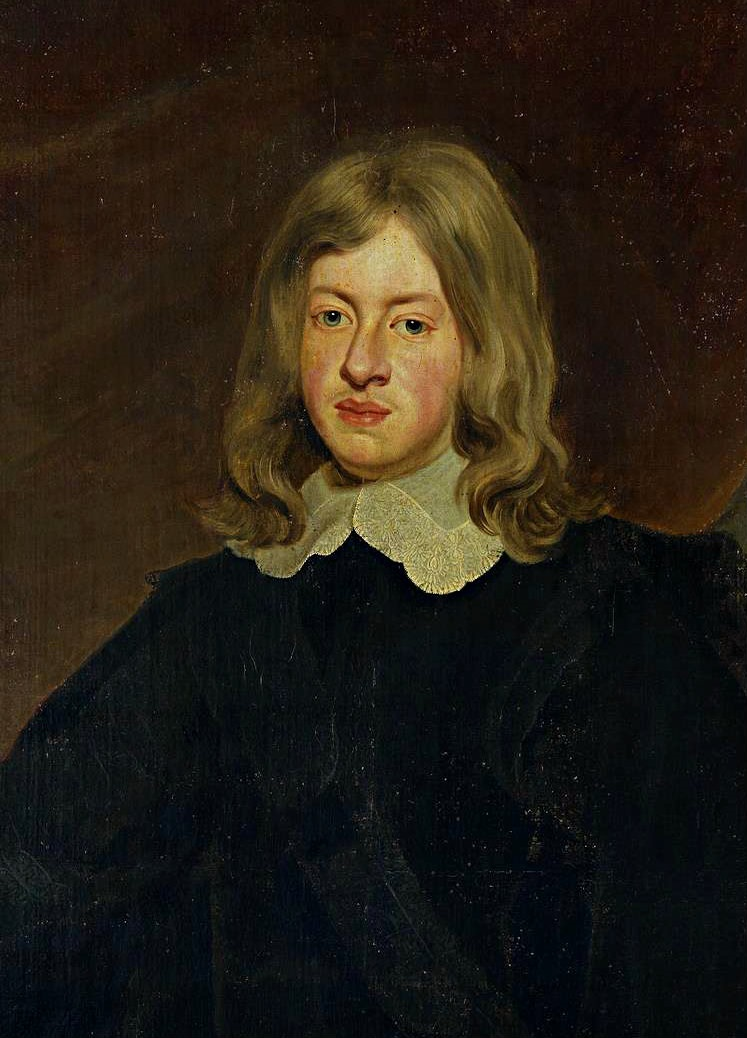
Ferdinand IV.

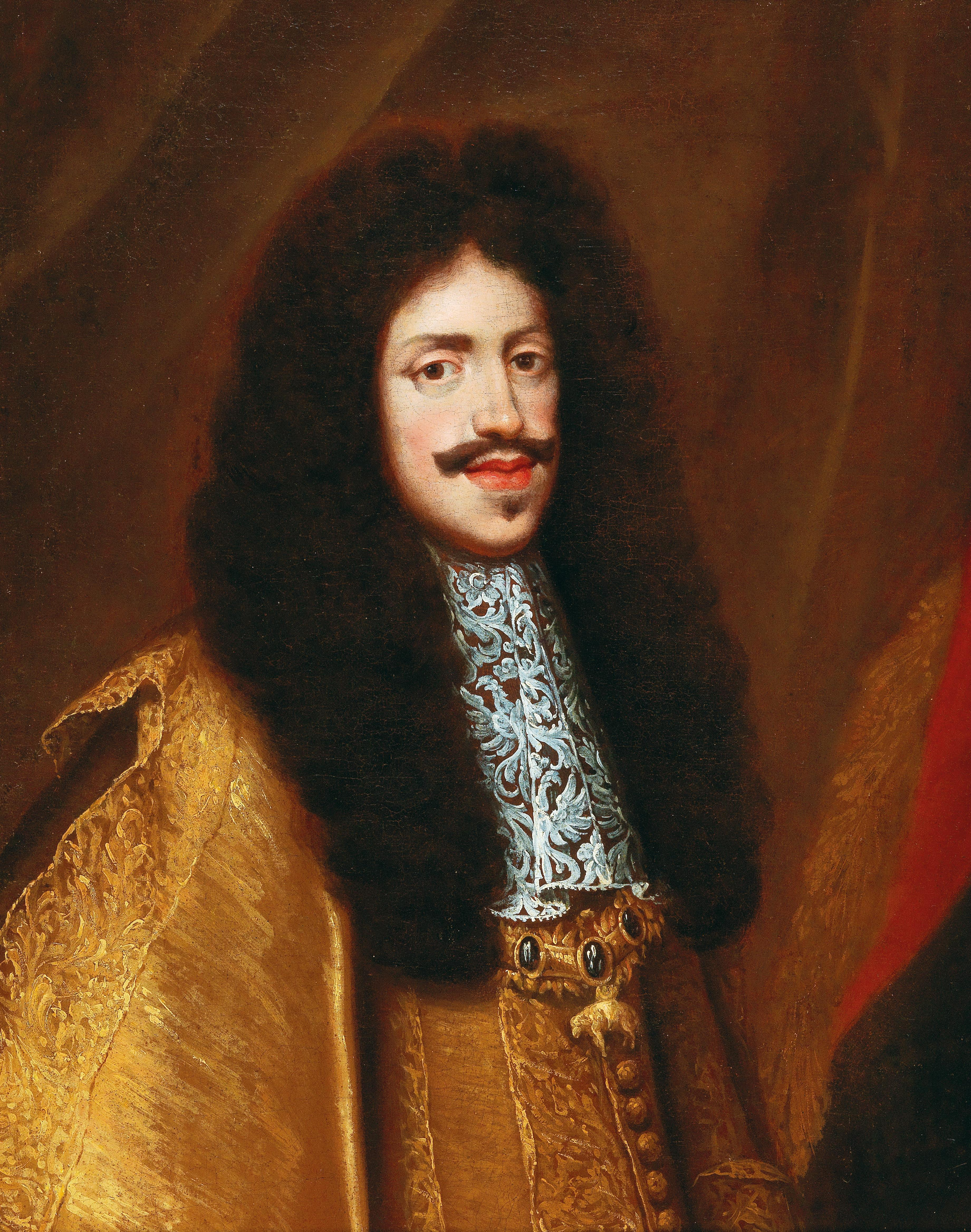
Leopold I.

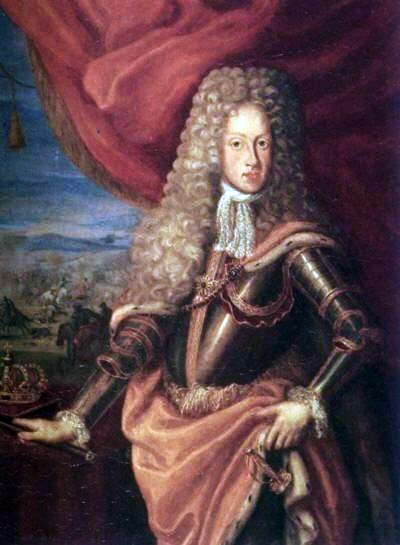
Josef I.

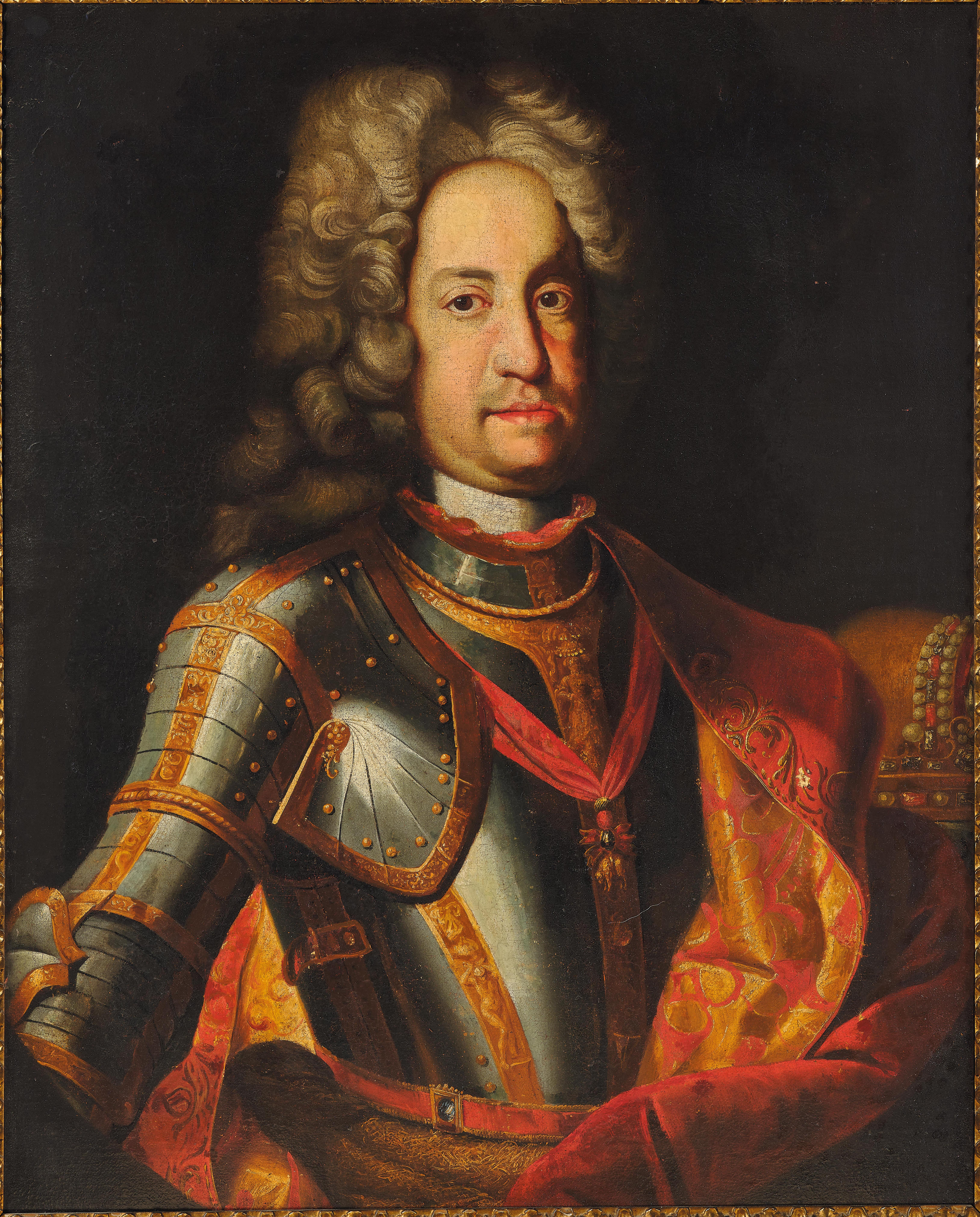
Karel VI.

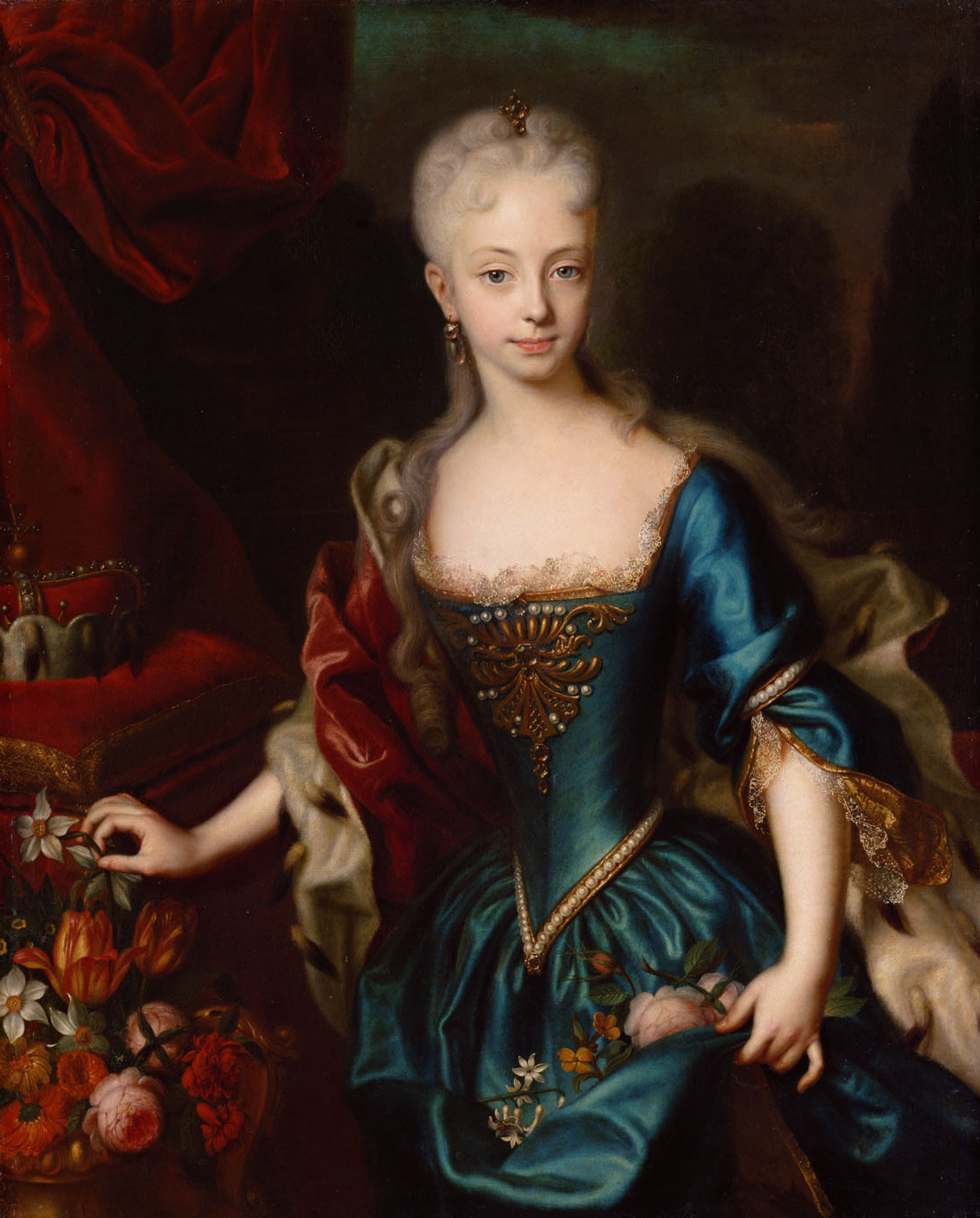
Marie Terezie

Rakouští Habsburkové byli členové Habsburské dynastie vládnoucí v rakouském arcivévodství, římsko-německém císařství, Zemích Koruny české, v Uhrách, Chorvatsku a na území k nim náležejícím. Vznikly na základě rozdělení dynastie na dvě linie: španělskou a rakouskou.

## Historie
Zakladatelem rakouských Habsburků byl Ferdinand I. Habsburský, kterému jeho bratr Karel V., poté co se stal španělským králem a římskoněmeckým císařem, přenechal roku 1522 vládu v Rakouských zemích. Po smrti Ludvíka Jagellonského, si jako manžel dědičky českého království a Uher nárokoval korunu. Jeho nároky byly zamítnuty, ale na základě svobodné volby panovníka byl přece jen v Čechách zvolen. O uherskou korunu se musel zpočátku dělit s Janem Zápolským, který byl zvolen větším počtem uherských stavů. Od roku 1531 byl také římskoněmeckým králem a v roce 1556 po abdikaci bratra Karla, se stal císařem. Dal tak základ Habsburské monarchii vládnoucí v Říši do roku 1740, kdy vymřela císařem Karlem VI. celá habsburská dynastie po meči.
Po císařově smrti se dědicem Habsburků stala lotrinská respektive habsbursko-lotrinská dynastie, vládnoucí až do roku 1918.

## Rodokmen
V následujícím seznamu jsou tučným písmem vyznačeni císaři Svaté říše římské
1. Ferdinand I. Habsburský (1503–1564), císař Svaté říše římské, král uherský a český ∞ 1521 Anna Jagellonská
  1. Alžběta (1526–1545), ∞ 1543 král Zikmund II. August
  2. Maxmilián II. (1527–1576), císař Svaté říše římské, král uherský a český ∞ 1548 infantka Marie Španělská
    1. Anna (1549–1580) ∞ 1570 španělský a portugalský král Filip II. (I.)
    2. Ferdinand (1551–1552)
    3. Rudolf II. (1552–1612), císař Svaté říše římské
    4. Arnošt (1553–1595), nizozemský místodržitel
    5. Alžběta (1554–1592) ∞ 1570 francouzský král Karel IX.
    6. Marie (1555–1556)
    7. Matyáš (1557–1619), císař Svaté říše římské ∞ 1611 arcivévodkyně Anna
    8. syn (*/ 1557)
    9. Maxmilián III. (1558–1618), velmistr řádu německých rytířů
    10. Albrecht VII. (1559–1621), portugalský vicekrál a nizozemský místodržitel ∞ 1599 španělská infantka Isabela
    11. Václav (1561–1578)
    12. Fridrich (1562–1563)
    13. Marie (*/† 1564)
    14. Karel (1565–1566)
    15. Markéta (1567–1633), jeptiška
    16. Eleonora (1568–1580)

  3. Anna (1528–1590) ∞ 1546 bavorský vévoda Albrecht V.
  4. Ferdinand II. Tyrolský (1529–1595)
    1. Ondřej (Andreas) (1558–1600), biskup a kardinál
    2. Karel (1560–1618), markrabě breisgavský
    3. Marie (1562–1563)
    4. Filip (1562–1563)
    5. Anna Eleonora (1583–1584)
    6. Marie (1584–1649)
    7. Anna (1585–1618), ∞ 1611 Matyáš Habsburský, římskoněmecký císař, český a uherský král

  5. Marie (1531–1581) ∞ 1546 vévoda z Julichu-Kleve-Bergu Vilém Bohatý
  6. Magdalena (1532–1590), zakladatelka (1563) a představená ústavu šlechtičen v tyrolském Hallu
  7. Kateřina (1533–1572), vévodkyně z Mantovi-Montferratu a pozdější polská královna
  8. Eleonora (1534–1594) ∞ 1549 vévoda z Mantovi-Montferratu Vilém I. Gonzaga
  9. Markéta (1536–1566), od roku 1563 jeptiška v Hallu
  10. Jan (1538–1539)
  11. Barbora (1539–1572) ∞ 1565 modenský vévoda Alfons II. d'Este
  12. Karel II. Štýrský (1540–1590) ∞ 1571 Marie Anna Bavorská, (Karlova neteř)
    1. Ferdinand (1572–1572)
    2. Anna (1573–1598) ∞ 1592 Zikmund III. Vasa, polský a švédský král
    3. Marie Kristina (1574–1621) ∞ 1595 sedmihradský vévoda Zikmund Báthory
    4. Kateřina Renata (1576–1599)
    5. Alžběta (1577–1586)
    6. Ferdinand II. (1578–1637), císař Svaté říše římské
      1. Kristýna (*/† 1601)
      2. Karel (*/† 1603)
      3. Jan Karel (1605–1619)
      4. Ferdinand III. (1608–1657), císař Svaté říše římské
        1. Ferdinand IV. (1633–1654), římskoněmecký král
        2. Marie Anna (1634–1696) ∞ 1649 španělský a portugalský král Filip IV. (III.) (1605–1665)
        3. Filip August (1637–1639)
        4. Maxmilián Tomáš (1638–1639)
        5. Leopold I. (1640–1705), císař Svaté říše římské
          1. Ferdinand Václav (1667–1668)
          2. Marie Antonie (1669–1692) ∞ 1685 bavorský kurfiřt Max Emanuel
          3. Jan Leopold (1670–1670)
          4. Marie Anna Antonie (1672–1672)
          5. Anna Marie Sofie (1674–1674)
          6. Marie Josefa Klementina (1675–1676)
          7. Josef I. (1678–1711) ∞ 1699 Amálie Vilemína Brunšvicko-Lüneburská
            1. Marie Josefa (1699–1757) ∞ 1719 August III., polský král
            2. Leopold Josef (1700–1701), zemřel na vodnatelnost mozku.
            3. Marie Amálie (1701–1756) ∞ 1722 Karel VII. Albrecht, římský císař

          8. Kristýna (1679–1679)
          9. Marie Alžběta (1680–1741), nizozemská místodržitelka
          10. Leopold Josef (1682–1684)
          11. Marie Anna Josefa (1683–1754) ∞ 1708 portugalský král Jan V.
          12. Marie Terezie (1684–1696)
          13. Karel VI. (1685–1740), císař Svaté říše římské ∞ 1708 Alžběta Kristýna Brunšvicko-Wolfenbüttelská
            1. Leopold Jan (*/† 1716)
            2. Marie Terezie (1717–1780), královna česká a uherská, od roku 1736 manželka císaře Františka I. Štěpána Lotrinského
            3. Marie Anna (1718–1744), ∞ 1744 Karel Alexandr Lotrinský
            4. Marie Amálie (1724–1730)

          14. Marie Josefa (1687–1703)
          15. Marie Magdalena (1689–1743), arcivévodkyně
          16. Marie Markéta (1690–1691)

        6. Marie (*/† 1646)
        7. Karel Josef (1649–1664), velmistr Řádu německých rytířů
        8. Tereza Marie Josefa (1652–1653)
        9. Eleonora Marie Josefa (1653–1697), polská královna a lotrinská vévodkyně
        10. Marie Anna Josefa (1654–1689) ∞ 1678 kurfiřt Jan Vilém Falcký (1658–1716)
        11. Ferdinand Josef Alois (1657–1658)

      5. Marie Anna (1610–1665) ∞ 1635 bavorský kurfiřt Maxmilián I.
      6. Cecílie Renata (1611–1644) ∞ 1637 polský král Vladislav IV. Vasa
      7. Leopold I. Vilém (1614–1662), nizozemský místodržitel

    7. Karel (1579–1580)
    8. Gregoria Maximiliana (1581–1597)
    9. Eleonora (1582–1620)
    10. Maxmilián Arnošt (1583–1616), velmistr Řádu německých rytířů
    11. Markéta (1584–1611), ∞ 1599 Filip III., španělský král
    12. Leopold V. Tyrolský (1586–1632), pasovský biskup, tyrolský arcivévoda
      1. Marie Eleonora (1627–1629)
      2. Ferdinand Karel Tyrolský (1628–1662) ∞ 1646 Anna Medicejská
        1. Klaudie Felicitas Tyrolská (1653–1676) ∞ 1673 Leopold I. Habsburský
        2. dcera (*/ 1654)
        3. Marie Magdalena (1656–1669)

      3. Isabella Klára Tyrolská (1629–1685) ∞ 1649 Karel III. Gonzaga
      4. Zikmund František Tyrolský (1630–1665), biskup augsburský
      5. Marie Leopoldina Tyrolská (1632–1649) ∞ 1648 císař Ferdinand III. Habsburský

    13. Konstance (1588–1631), polská královna ∞ 1605 Zikmund III. Vasa, polský a švédský král
    14. Marie Magdalena (1589–1631), ∞ 1608 toskánský velkovévoda Cosimo II. de Medici
    15. Karel (1590–1624), pohrobek, biskup vratislavský a brixenský

  13. Uršula (1541–1543)
  14. Helena (1543–1574), jeptiška v Hallu
  15. Johana (1547–1578) ∞ 1565 toskánský velkovévoda František I. Medicejský